# Historiskt drama
Historiskt drama är en skriven text som skildrar en historisk händelse eller en historisk person och som är avsedd att gestaltas på en teaterscen, tillägnas som läsupplevelse eller ligga till grund för filmatisering.

## Antiken
Det historiska dramat har sina rötter i antikens Grekland. Aischylos drama Perserna brukar ses som det första dramat i denna genre. Det hade premiär år 472 f.Kr. och beskriver grekernas seger över perserna i slaget vid Salamis år 480 f.Kr. De stora tragöderna Aischylos, Sofokles och Euripides, verksamma på 400-talet f.Kr., gestaltade i dramatisk form motiv ur Homeros stora episka diktverk Iliaden och Odysséen, tillkomna på 800-talet f.Kr. Det historiska dramat hade ett underliggande budskap till samtiden. Euripides drama Trojanskorna är en skildring av vad grekerna uppfattade som en faktisk historisk händelse och samtidigt en allmängiltig sorgesång över krigets fasor ur ett kvinnoperspektiv. Aischylos trilogi Orestien kan ses som en plädering för övergången från ett samhälle byggt på blodshämnd till ett rättssamhälle.

## Renässansen
Under medeltiden försvann det grekiska kulturarvet från Europa. Kyrkan blev dominerande som skapare av dramatiska verk i form av mysteriespel och mirakelspel, men under renässansen återupptäcktes det antika grekiska kulturarvet. Det inspirerade både till ett nytt historieintresse och till skapandet av nya former av scenisk gestaltning. Särskilt viktig blev denna utveckling i England, där den understöddes av drottning Elisabet I. I London skapades flera teatrar som Globe Theatre och The Swan. De blev populära arenor för nyskriven dramatik. Stoffet i dessa dramer hämtades både från de gamla grekerna och från den engelska historien.
En viktig inspirationskälla utgjordes av Raphael Holinsheds krönika över Englands, Skottlands och Irlands historia (1577). Christopher Marlowes drama Edward II (1592) blev stilbildande. Han skapade sin berättelse om den olycklige kungen i tragedins form och skrev den på blankvers. Efter Marlowes död axlade William Shakespeare rollen som den tongivande skaparen av historiedramat. Han har i en serie krönikespel gestaltat Englands historia från kung Johan på 1100-talet fram till Henrik VIII. Shakespeare hämtade även stoff till flera av sina tragedier från Holinsheds krönika, bland dem Richard III, Kung Lear och Macbeth.
Historiedramatiken hade ett budskap till samtiden. Shakespeares krönikespel kan ses som ett politiskt inlägg med syfte att legitimera ätten Tudors rätt till tronen i England. De användes också som medel för att anspela på dagsaktuella händelser och underblåsa politiska rörelser i samtiden. Ett sådant exempel är Shakespeares drama Richard II (1595). Här beskrivs ett uppror mot en regerande kung med tydliga referenser till den pågående revolten mot den åldrande drottning Elisabet. År 1623 utkom trettiosex av Shakespeares dramer i tryck, i den så kallade Första Folioupplagan (F 1). De delades upp i tre genrer: komedier, tragedier och historier.
Under den puritanska revolutionen i England stängdes teatrarna och historiedramatiken föll i glömska. När teatrarna öppnade på nytt spelades i huvudsak komedier och tragikomedier. Shakespeares historiedramatik återupptäcktes under romantiken i slutet av 1700-talet och inspirerade bland andra Friedrich Schiller till Don Carlos (1787) och Maria Stuart (1800).

## Sverige
Också i Sverige väcktes under 1700-talet ett nytt intresse för historiedramatiken. Kung Gustav III skrev ett stort antal dramer med motiv ur Sveriges historia, en del av dem i samarbete med Johan Henrik Kellgren, som Gustaf Adolphs ädelmod (1783), Drottning Christina (1784) och Gustaf Wasa (1786).
I slutet av 1800-talet grep sig August Strindberg an uppgiften att skildra Sveriges historia i en serie dramer. Med dem vill han, i den engelska renässansdramatikens anda, väcka ett nytt nationellt medvetande och en ny nationell stolthet. Han fick stor framgång med sitt drama Gustav Vasa, som iscensattes år 1899 på Svenska Teatern. Bland hans mest spelade historiedramer finns också Mäster Olof, Erik XIV, Kristina och Gustav III. På liknande sätt som sin föregångare Shakespeare har även Strindberg vävt in samtidens frågor i sina historiedramer. Så till exempel är hans drama Kristina full av anspelningar på samtidens frågor kring kvinnorollen. Texterna till Strindbergs historiska dramer finns utgivna och kommenterade inom ramen för det stora Strindbergsprojektet.
Strindberg hämtade sitt stoff främst från Anders Fryxell, Georg Starbäck och Arvid August Afzelius. Strindberg framhåller själv Shakespeare som sin förebild. I ett av sina öppna brev till Intima teatern skriver han:
| ”                                                                            | Jag tog till min uppgift, efter läraren Shakspere, att teckna människor med stort och smått, att icke skräda det rätta ordet; att låta det historiska vara bakgrund och att förkorta historiska tidslängder efter nutida teaterns ordringar för att undvika krönikans eller berättelsens odramatiska form. | „ |
| – Öppna brev till Intima Teatern av August Strindberg, Bonniers 1987, s 240. | |   |

Under 1900-talet avtog intresset för nyskriven historiedramatik i Sverige. Enstaka försök gjordes som t ex Lars Forssell med pjäsen Christina Alexandra (1968). Porträttet av den svenska drottningen väckte stark debatt. En av de ilsknaste kritikerna var Sven Stolpe:
| ”                       | Om man så vill, kan man uppfatta detta stycke som representativt för det kulturförfall, som en energisk minoritet med dominans i massmedia under en kort men intensiv period lyckats genomföra. Bakom människobilden i Christinadramat står en lång rad destruktörer: den svenska filmens grå eminens Harry Schein, normlöshetens teoretiker Armas Lappalainen och Lars Gyllensten, den "paradoxala" kristendomens profet Lars Ahlin, kristendomens smädare från Hedenius ned till de vulgära kåsörerna och de röda lärarna i våra gymnasier. | „ |
| – Svensk Tidskrift 1968 | |   |

Under senare hälften av 1900-talet har postmodernismen utövat ett starkt inflytande över scenkonsten. Respekten för den dramatiska texten försvann och det linjära berättandet bröts upp. De klassiska texterna fick tjäna som avstamp för skådespelares och regissörers egna sceniska experiment och improvisationer. Ett sådant exempel är Farnaz Arbabis uppsättning Drottning Kristina på Uppsala stadsteater år 2009.
Ett försök att återvända till den klassiska historiedramatiken gjordes av Margareta Skantze på 1990-talet i en serie föreställningar baserade på sina egna texter. 

## Filmatiserade historiska dramer
Med filmens intåg i början av 1900-talet vidgades begreppet historiskt drama till att bli en filmgenre. Redan tidigt i filmens barndom var filmer som utspelade sig i historisk miljö populära. D. W. Griffith's The Birth of a Nation från 1915 är ett sådant exempel. Genren har sedan ytterligare vidgats till att även omfatta historisk fiktion inom film, teater, tv-serier, tecknade serier, datorspel med mera.

### Exempel på filmer
- Alla presidentens män (Watergate-skandalen)
- Amadeus (Antonio Salieri och Mozart)
- Amistad (Rättegången mot slavarna som gjorde uppror på slavskeppet Amistad)
- Argo (Räddningen av de sex amerikanerna som blev fast i Iran under den iranska revolutionen)
- Balto (När slädhunden Balto räddade den difteridrabbade staden Nome, Alaska)
- The Bank Job (Bankrånet på Baker Street 1971)
- Black Hawk Down (Slaget om Mogadishu)
- Borta med vinden (Amerikanska inbördeskriget)
- Braveheart (William Wallace)
- Dallas Buyers Club (Ron Woodroof)
- Das Boot (Slaget om Atlanten under andra världskriget)
- De omutbara (Eliot Ness kamp mot Al Capone)
- Det blåser upp en vind (Jirō Horikoshi)
- Drottning Christina (Drottning Kristina)
- Dunkirk (Operation Dynamo, evakueringen vid Dunkerque under andra världskriget)
- Flags of Our Fathers (Slaget om Iwo Jima under andra världskriget)
- Flykten från Alcatraz
- French Connection – Lagens våldsamma män (Eddie "Popeye" Egans och Sonny "Cloudy" Grossos knarkutredning)
- Gangs of New York (Gängkrigen i Five Points, Manhattan och amerikanska inbördeskriget)
- Gladiator (Commodus härskartid)
- Inglourious Basterds (Andra världskriget)
- JFK (Utredningen av mordet på John F. Kennedy och rättegången mot Clay Shaw)
- King Arthur (Kung Artur)
- The King's Speech (Georg VI)
- The Last King of Scotland (Idi Amins regim)
- Lawrence av Arabien (T.E. Lawrence)
- Letters from Iwo Jima (Slaget om Iwo Jima under andra världskriget)
- Midway (Attacken mot Pearl Harbor, Doolittleräden och slaget vid Midway)
- München (Münchenmassakern och den efterföljande vedergällningen)
- The Monuments Men (När konstverk och andra värdefulla kulturföremål räddades från att förstöras av Hitler under andra världskriget)
- Pearl Harbor (Attacken mot Pearl Harbor och Doolittleräden)
- The Revenant (Hugh Glass)
- Salt of the earth (Om gruvstrejk i USA)
- Saving Mr. Banks (Skapandet av Walt Disneys film Mary Poppins och P. L. Travers liv)
- Shakespeare in Love (När William Shakespeare skapade Romeo och Julia)
- Titanic (Titanics förlisning)
- Zero Dark Thirty (Jakten på Usama bin Ladin)
- Ärans män (Amerikanska inbördeskriget)

### Exempel på TV-serier
- Ivar Kreuger (Ivar Kreuger)
- Rome (Romerska republikens nedgång och fall)
- The Tudors
- Spartacus: Blood and Sand